# Megavirus
Megavirus és un gènere viral que conté una sola espècie identificada anomenada Megavirus chilensis, filo-genèticament relacionada amb Acanthamoeba polyphaga Mimivirus (APMV). Col·loquialment, el Megavirus chilensis es coneix com a "Megavirus". Fins al descobriment del pandoravirus el 2013, tenia el diàmetre de càpsida més gran de tots els virus coneguts, així com el genoma més gran i complex entre tots els virus coneguts.

## Descobriment
El megavirus va ser aïllat d'una mostra d'aigua recollida l'abril de 2010 davant la costa de Xile, prop de l'estació marina a Las Cruces, pel professor Jean-Michel Claverie i la Dra Chantal Abergel del laboratori d'Informació Genòmica Estructural i (IGS, CNRS i Aix -Marseille University). Els investigadors d'aquest laboratori ja estaven participant en la caracterització de Mimivirus, la va descriure per primera vegada el virus T2 gegant. Megavirus es va aïllar mitjançant col · cultiu amb una varietat de soques de laboratori d'Acanthamoeba (A. Polyphaga, A. castellanii, A. Griffini) seguint un protocol iniciat pel Dr Timothy Rowbotham per l'aïllament de bacteris intracel·lulars parasitàries. [4] hoste natural Megavirus ', probablement un protozou aigua marina o salobre fagocítica, no es coneix.

## Classificació
Megavirus encara no s'ha classificat pel Comitè Internacional de Taxonomia de Virus, però es proposa com un membre de la Megaviridae, una nova família constituïda pels grans virus d'ADN del genoma dels quals és del voltant d'un milió de parells de bases de longitud. Els membres d'aquesta nova família definida per un nombre de característiques específiques comunes s'inclouen diversos virus que probablement comparteixen un ancestre comú amb Mimivirus i Megavirus, encara que la seva grandària del genoma present es redueix per sota d'1 Mb Megavirus també s'uneix a un grup de virus grans conegudes com a nucleocytoplasmic grans virus d'ADN (NCLDV), encara que aquest terme apareix cada vegada més apropiat per designar virus que es repliquen del tot dins del citoplasma dels seus hostes a través de la síntesi de novo de grans fàbriques de virión. Megavirus i compartir Mimivirus 594 gens ortòlegs, ubicades principalment en el segment central dels seus genomes. En el nivell de la seqüència d'aminoàcids, les proteïnes corresponents compartir una mitjana de 50% de residus idèntics.

## Estructura
La partícula presenta un diàmetre Megavirus proteïna de la càpside de 440 nanòmetres (com es veu per microscòpia electrònica de seccions fines d'inclusions de resina epoxi), tancats en una malla sòlida de bacteris com a material capsular 75 nm a 100 nm de gruix. La càpside apareix hexagonal, però la seva simetria icosaèdrica és imperfecta, a causa de la presència de la "stargate", en un sol vèrtex específic de l'icosàedre. El Stargate és una estructura d'estrella de cinc puntes que formen el portal a través del qual es subministra el nucli intern de la partícula al citoplasma de l'hoste. Aquest nucli està tancat dins de dues membranes de lípids en la partícula, que també conté un complement gran i divers de proteïnes virals (per exemple, el complex transcripcional tot).

## Genoma
El genoma Megavirus chilensis és una lineal, molècula de doble cadena d'ADN amb 1.259.197 parells de bases de longitud. Això la converteix en la més gran del genoma viral desxifrat fins ara, superant el genoma del virus de la propera més gran de Mamavirus de 67,5 kb. Validació prèvia del seu transcriptoma, es preveu que codifiquen 1.120 gens codificadors de proteïnes, un nombre molt per sobre de l'exhibida per molts bacteris.

No obstant això, més enllà d'un canvi incremental en la mida, el genoma Megavirus exhibeix aminoacil ARNt sintetases, els arquetips d'enzims es pensava anteriorment només per ser codificada per organismes cel·lulars. Mentre que 4 d'aquests enzims estaven ja presents en Mimivirus i Mamavirus (per tirosina, arginina, cisteïna i metionina), Megavirus està exhibint 3 mar més (per triptòfan, asparagina, i isoleucina). Curiosament, la sintetasa aminoacyltRNA únic codificat per virus Cafeteria roenbergensis correspon a la d'isoleucina. Megavirus també codifica una versió fusionada de la muts ADN mismatch enzim de reparació, singularment similars a la trobada en el mitocondri d'octocorales. Aquesta versió Muts desconcertant que sembla una marca registrada de la família Megaviridae. Igual que Mimivirus i CroV, Megavirus conté molts gens de sucre, lípid i de processament d'aminoàcids, així com alguns dels gens metabòlics que no es troben en cap altre virus.

## Replicació
Megavirus etapes de replicació segueix de prop la ja descrita per Mimivirus. Després envoltant ràpid per fagocitosi, i el lliurament de la partícula de nucli al citoplasma, comença la fase d'eclipsi. Un examen més detallat indica la presència de citoplásmicos "llavors", de mides comparables a la més interna de membrana tancat nucli de la partícula Megavirus. Aquestes llavors es desenvolupen en plena florir fàbrica virión durant les següents 14 hores. El cicle complet d'infecció (fins que la lisi completa de les cèl·lules d'amebes) realitza 17h a mitjana, en comparació amb 12 h per Mimivirus. La mitjana de partícules Megavirus alliberats (és a dir, la "mida de ràfega") és aproximadament la meitat dels mil produïda per Mimivirus.
Com era d'esperar d'un virus que codifica la seva pròpia replicació completa de l'ADN, la reparació, i la maquinària de transcripció, el nucli d'acollida no semblen estar implicats en qualsevol de les etapes de replicació Megavirus, com ja s'ha vist per Mimivirus.

## Implicacions del descobriment
Dues característiques específiques Megavirus són d'una importància fonamental. En primer lloc, fins i tot si el seu nou rècord de mida del genoma representen només un petit increment del 6% en comparació amb el genoma Mamavirus segon, indica que encara no hem arribat al límit de mida del genoma viral, i que els virus més complexos poden romandre en l'ésser descobert, el més probable en ambients aquàtics, la diversitat viral dels quals ha estat esgarrapat pels recents estudis de metagenòmica.
En segon lloc, la presència de tres sintetases aminoacyltRNA addicionals en el genoma de l'Megavirus, amb un total de set, definitivament descarta la seva adquisició independent per transferència lateral d'un hoste. A més, l'anàlisi filogenètic de les seqüències d'aminoàcids no s'agrupen amb qualsevol clade protozou conegut, sinó més aviat connectar profundament amb el domini eucariota.
La conclusió, llavors es fa inevitable que el genoma d'aquests virus gegants originar a partir d'un genoma ancestral cel·lular (així dotada d'un aparell de traducció, amb totes les sintetases 20 aminoacil ARNt) de la qual Megaviridae d'avui obtingudes per un nombre de llinatge esdeveniments específics del genoma de reducció, un escenari similar a la seguida per tots els organismes paràsits. Com dictamina el profund arrelament del seu filogenia, el llinatge Megaviridae podria ser molt vell, amb el temps anterior a l'aparició dels eucariotes moderns, o ser contemporani i / o vinculats a l'emergència del nucli. Alternativament, podria ser derivat d'un domini extint cel·lular (el domini controvertit quart de l'Arbre de la Vida), molts gens dels quals s'han aconseguit persistir en gegants genomes virals d'avui.